# Phối hợp ECA
Phối hợp ECA (còn gọi là ECA Stack hoặc đôi khi gọi ngắn là EC Stack) là một phối hợp gồm nhiều thuốc với mục đích giảm cân và cũng là một chất kích thích. ECA là cụm từ viết tắt cho ephedrine, caffeine (tinh chất từ cà phê), và aspirin. Có nhiều biến thể khác nhau bao gồm phối hợp EC - loại bỏ thuốc aspirin cho những người không thể uống được. Thực phẩm bổ sung dựa trên phối hợp ECA hoặc bao gồm phối hợp ECA khá phổ biến trong giai đoạn những năm 1990 đến đầu nhũng năm 2000. Tuy nhiên hiện nay việc quảng bá ephedra (ma hoàng) và các loại phối hợp có chứa ephedrine vì mục đích giảm cân và cắt mỡ để tập thể hình bị kiểm soát chặt chẽ hoặc cấm tại Hoa Kỳ, Canada và Hà Lan dựa trên các báo cáo về trường hợp đau tim, đột quỵ, và thậm chí tử vong liên quan tới những loại thực phẩm bổ sung này. Ma Hoàng (thảo dược) khác với Ephedrine.

## Hiệu quả
Dưới dạng thực phẩm bổ sung, phối hợp ECA từng được quảng cáo đem lại hiệu quả giảm cân, cải thiện hoạt động thể thao và gia tăng "năng lượng".

### Giảm mỡ
Nhiều nghiên cứu đã nhận thấy việc kết hợp ephedrine và caffeine có hiệu quả trong việc giảm mỡ đối với các bệnh nhân béo phì. Kết quả phân tích phân tích từ tất cả các nghiên cứu hiện có ước lượng mức giảm cân trung bình khoảng 1 kg / tháng so với các loại giả dược.

### Hoạt động thể thao
Vẫn chưa có đủ bằng chứng cho thấy việc sử dụng ma hoàng (ephedra) ảnh hưởng tới hoạt động thể thao.
Tuy nhiên, cả ephedrine và caffeine được liệt kê vào danh sách các chất kích thích doping trong thể thao.

## Rủi ro
Các thực phẩm bổ sung có chứa ephedra (hay còn gọi là Ma Hoàng) thay thế cho chất ephedrine được cho là có liên quan tới một số ca đau tim, đột qụy và thậm chí tử vong ở độ tuổi còn trưởng thành khi sử dụng theo liều lượng ghi trên hướng dẫn sử dụng ở nhãn sản phẩm.
Một phân tích tổng hợp từ mọi bài nghiên cứu vào năm 2003 kết luận rằng: "Các sản phẩm bổ sung có chứa ephedrine và ma hoàng có thể gây ra các triệu chứng về tâm lý, tự kiềm chế, đường tiêu hóa và tim đập nhanh. Các tác dụng phụ nghiêm trọng từ ma hoàng không loại trừ ở tỉ lệ 1 trên 1000, và một số ca ghi nhận có sự liên quan tới vài tác dụng phụ nghiêm trong trên cơ thể."

## Tính hợp pháp
Do một số ca tử vong liên quan tới thực phẩm bổ sung có ma hoàng và việc sử dụng ephedrine để sản xuất bất hợp pháp ma túy đá, nhiều quốc gia đã bắt đầu xây dựng luật để kiểm soát các loại sản phẩm này.

### Tình trạng tại Hoa Kỳ
Tại Hoa Kỳ, việc quảng cáo các sản phẩm bổ sung có chứa ephedrine hoặc các dẫn xuất từ ma hoàng là bất hợp pháp. Năm 2004, ma hoàng, loại cây có chứa dẫn xuất chất ma hoàng, đã bị cấm bởi Ủy ban thuốc & thực phẩm Hoa Kỳ do lo lắng về sự an toàn sức khỏe của người sử dụng liên quan tới các ca tử vong dính dáng tới các thực phẩm bổ sung có chứa ma hoàng.
Tuy nhiên, ephedrine chưa bao giờ bất hợp pháp tại Hoa Kỳ và hiện tại vẫn được bày bán rộng rãi tại các quầy thuốc tây. Việc mua ephedrine bị giới hạn số lượng và chịu sự quản lý tùy theo từng tiểu bang.
Một báo cáo của Quốc hội nói rằng khi một công ty của Mỹ bán sản phẩm bổ sung có chứa ma hoàng tên Metabolife, ở Mỹ đã buộc phải công bố các tác dụng phụ có hại của thuốc liên quan tới tim mạch, tâm lý đối với người trẻ khi sử dụng liều lượng bình thường.

### Tình trạng ở Canada
Vào tháng 1 năm 2002, Bộ sức khỏe Canada đã kêu gọi việc tự nguyện thu hồi các sản phẩm co schứa ephedrine trên 8 mg mỗi liều, cũng như tất cả các phối hợp giữa ephedrine và các chất kích thích khác như caffeine, và tất cả các sản phấm có chứa caffeine được quảng cáo nhằm mục đích giảm cân và hỗ trợ tập thể hình với khuyến cáo rủi ro tới sức khỏe.

### Tình trạng ở Đan Mạch
Một công thức phối hợp EC được gọi là Letigen bao gồm 20 mg ephedrine tổng hợp và 200 mg caffeine (liều khuyến cáo: 1-3 viên nén mỗi ngày tùy thuộc vào độ chấp nhận thuốc của người dùng) đã được chấp thuận và bán tại Đan Mạch dưới dạng thuốc kê đơn vào năm 1990. Trong suốt giai đoạn đỉnh điểm của việc sử dụng phối hợp EC Stack này (là vào năm 1999), có khoảng 2% dân số Đan Mạch sử dụng phối hợp này. Tuy nhiên phối hợp đó đã ngưng quảng cáo vào năm 2002 dựa trên các báo cáo về tác dụng phụ của phối hợp này tại các quốc gia khác.